# Панамські атлантичні вологі ліси
Панамські атлантичні вологі ліси або Вологі ліси атлантичних схилів Панамського перешийка (ідентифікатор WWF: NT0129) — неотропічний екорегіон тропічних та субтропічних вологих широколистяних лісів, розташований на півдні Центральної Америки.

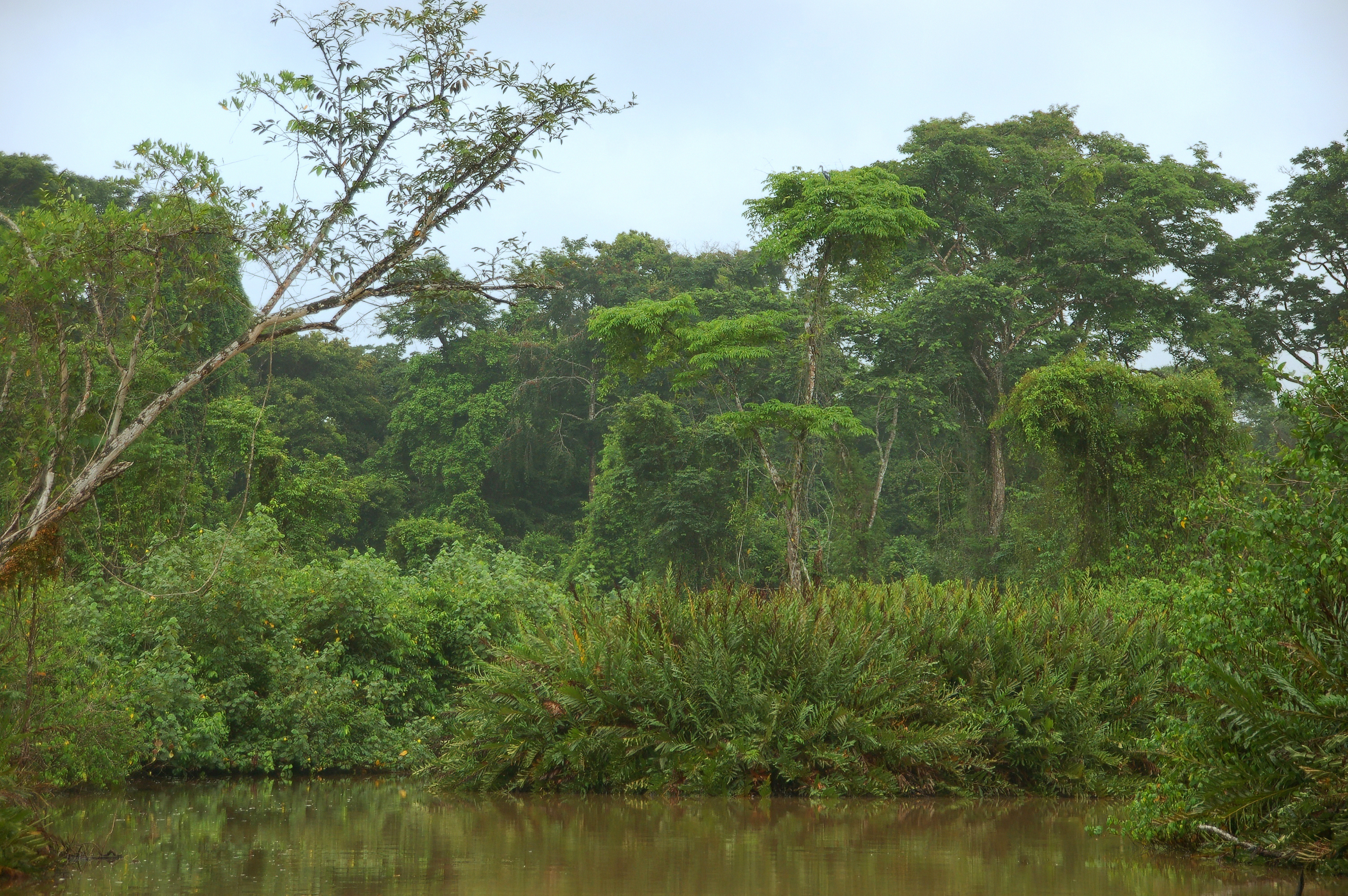
Ландшафт Національного парку Кауїта (Коста-Рика)

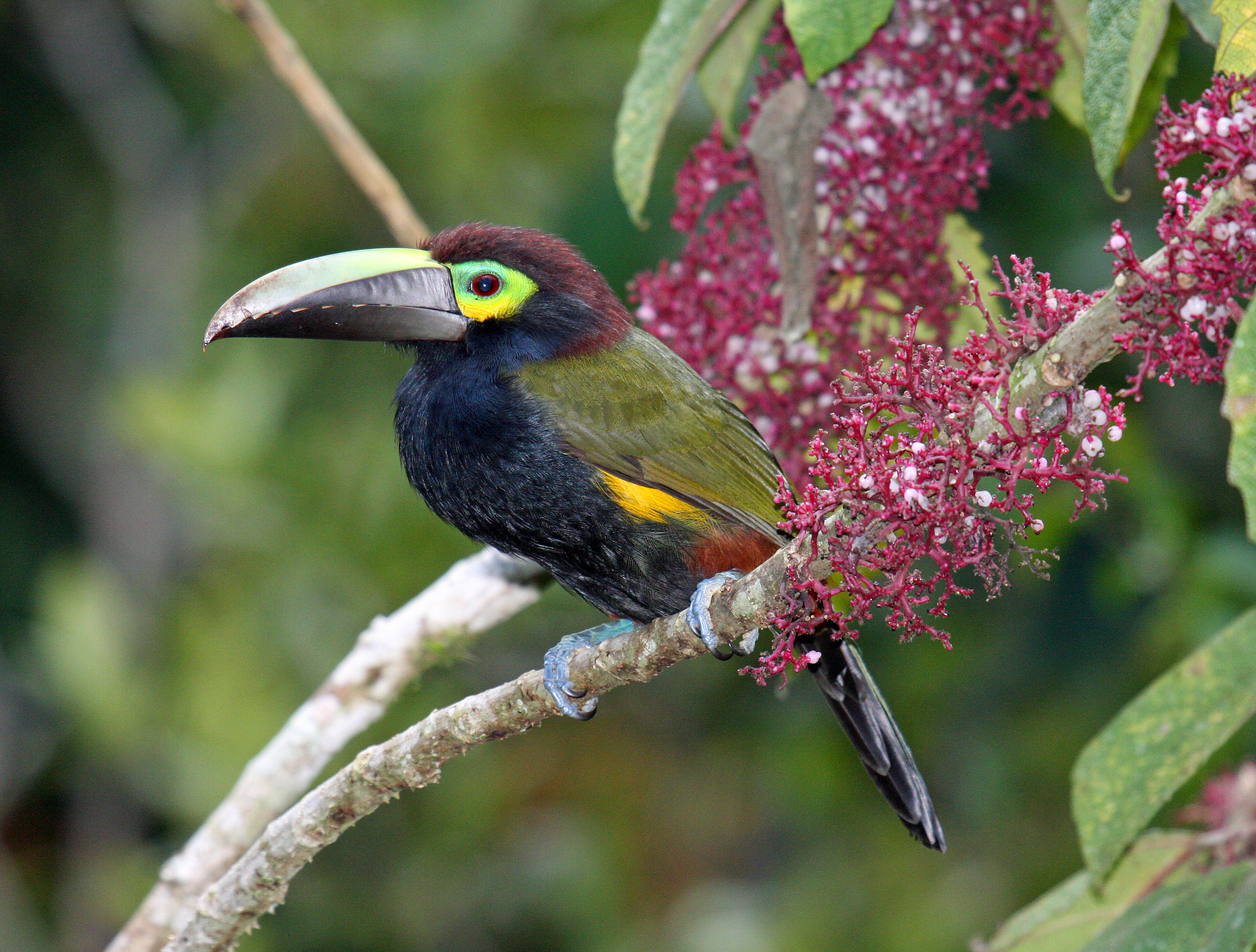
Панамський тукан (Selenidera spectabilis)

## Географія
Екорегіон панамських атлантичних вологих лісів простягається на 900 км від південного сходу Нікарагуа через східні райони Коста-Рики до Східної Панами. В Нікарагуа екорегіон охоплює території, що лежать між узбережжям Карибського моря на сході та великим озером Нікарагуа на заході, а в Коста-Риці та Західній Панамі — території, що лежать між Карибським морем та горами Центральноамериканських Кордильєр. В Центральній та Східній Панамі екорегіон охоплює центральну частину Панамського перешийка, простягаючись від узбережжя Карибського моря до північного та східного узбережжя Панамської затоки Тихого океану.
На півночі екорегіон охоплює широкі, відносно пласкі низовини, які поступово підіймаються на висоту до 500 м над рівнем моря. Південніше екорегіон охоплює відносно вузьку (подекуди лише 5-10 км завширшки) смугу низовин, які переходять у східні передгір'я Центральноамериканських Кордильєр. Внаслідок відносно недавньої вулканічної активності в регіоні переважають третинні базальти — чорні магматичні породи. Ґрунти екорегіону бідні на поживні речовини через постійне вимивання і тому малопридатні для сільського господарства.
На сході вологі ліси екорегіону оточують ізольовані ділянки гірських лісів Східної Панами та переходять у вологі ліси Чоко та Дар'єну, які простягаються далі на південь уздовж тихоокеанського узбережжі Колумбії. У деяких районах на узбережжі Панамської затоки екорегіон переходить у сухі ліси Панами, а на півдні Панамського перешийка — у панамські тихоокеанські вологі ліси. В горах Центральноамериканських Кордильєр, що простягаються через центральну частину Коста-Рики та західної Панами, вологі ліси екорегіону переходять у гірські ліси Таламанки, на заході Нікарагуа — у центральноамериканські сухі ліси, а на північному сході країни — у центральноамериканські атлантичні вологі ліси. У прибережних лагунах регіону зустрічаються мангрові ліси, які є частиною екорегіонів мангрів Москітового берега і карибського узбережжя Нікарагуа, мангрів Ріо-Негро і Ріо-Сан-Сану та мангрів Бокас-дель-Торо, острова Бастіментос і Сан-Бласу, поширених уздовж карибського узбережжя, а також екорегіону мангрів Панамської затоки, поширеному на тихоокеанському узбережжі.

## Клімат
В межах екорегіону переважає екваторіальний клімат (Af за класифікацією кліматів Кеппена) або мусонний клімат (Am за класифікацією Кеппена). Насичені вологою повітряні маси, що рухаються з Карибського моря на захід, є причиною високої вологості та рясних опадів. Середньорічна температура в регіоні становить 24 °C або вище, а середньорічна кількість опадів коливається від приблизно 2500 мм у Центральній Панамі до понад 5000 мм на південному сході Нікарагуа. З Карибського моря до регіону регулярно приходять урагани та тропічні шторми.

## Флора
В межах екорегіону зустрічаються різні рослинні угруповання, зокрема рівнинні вічнозелені тропічні ліси та сезонні заболочені ліси. Останні переважно трапляються у прибережних районах Панами та Нікарагуа, особливо там, де вологі тропічні ліси переходять у мангрові ліси. У заболочених лісах домінують великолопатеві пентаклетри (Pentaclethra macroloba) та гвіанські крабові дерева (Carapa guianensis).
Основними рослинними угрупованнями екорегіону є рівнинні дощові ліси. Їх основу складають високі вічнозелені дерева з широкими дошкоподібними коренями, які виростають до 40 м заввишки. Гілки та стовбури цих дерев вкриті численними епіфітами — рослинами, які ростуть на інших рослинах, але при цьому не є паразитами. В підліску дощових лісів ростуть різноманітні пальми, зокрема королівські вельфії (Welfia regia), ходячі сократеї (Socratea exorrhiza) та великі іріатеї (Iriartea deltoidea). У постійно затоплених районах поширені пальми йолільйо (Raphia taedigera). Серед характерних дерев, поширених у низинних дощових лісах екорегіону, слід відзначити панамське альмендро (Dipteryx oleifera) та мавпячий горіх (Lecythis ampla). Ці рослини перебуваються під загрозою зникнення, оскільки місцеві жителі вирубують їх заради цінної деревини.
Загалом флора екорегіону характеризується високим різноманіттям. Оскільки Панамський перешийок є місцем, де поєднуються елементи північноамериканської та південноамериканської флори і фауни, ліси екорегіону є важливим елементом Месоамериканського біологічного коридору.

## Фауна
Фауністичне різноманіття екорегіону також є дуже високим, хоча і нижчим, ніж у панамських тихоокеанських вологих лісах. Водночас рівень ендемізму фауни тут є відносно низьким: від 80 до 95 % ссавців, поширених на північному сході Коста-Рики, також зустрічаються в Панамі, Нікарагуа, Гондурасі та Колумбії. В лісах регіону спостерігається найвище різноманіття метеликів у світі.
Серед великих ссавців, поширених в регіоні, слід відзначити білохвостого оленя (Odocoileus virginianus), центральноамериканську мазаму (Mazama temama), ошийникового пекарі (Dicotyles tajacu), звичайного пекарі (Tayassu pecari), центральноамериканського тапіра (Tapirus bairdii), центральноамериканську коату (Ateles geoffroyi), колумбійського ревуна (Alouatta palliata), великого мурахоїда (Myrmecophaga tridactyla), бурогорлого лінивця (Bradypus variegatus) та північного двопалого лінивця (Choloepus hoffmanni), а також найбільших хижаків Центральної Америки — ягуарів (Panthera onca) та пум (Puma concolor). Серед інших хижих ссавців, поширених в регіоні, слід відзначити оцелота (Leopardus pardalis), маргая (Leopardus wiedii), ягуарунді (Herpailurus yagouaroundi), панамського чагарникового пса (Speothos venaticus panamensis), тайру (Eira barbara), пухнастохвостого олінго (Bassaricyon gabbii), кінкажу (Potos flavus), білоносу носуху (Nasua narica), великого гризона (Galictis vittata), звичайного ракуна (Procyon lotor) та неотропічну видру (Lontra longicaudis), поширену на берегах річок. 
Також в екорегіоні поширені численні дрібні ссавці, зокрема панамські капуцини (Cebus imitator), чорно-білі капуцини (Cebus capucinus), низинні паки (Cuniculus paca), центральноамериканські агуті (Dasyprocta punctata), центральноамериканські тапеті (Sylvilagus gabbi), пістряві вивірки (Sciurus variegatoides), рудохвості вивірки (Sciurus granatensis), центральноамериканські щетинці (Proechimys semispinosus), андійські коенду (Coendou quichua), південні опосуми (Didelphis marsupialis), центральноамериканські волохаті опосуми (Caluromys derbianus), мексиканські мишачі опосуми (Marmosa mexicana), дев'ятипоясні броненосці (Dasypus novemcinctus), північні тамандуа (Tamandua mexicana) та різноманітні рукокрилі, зокрема великі мішкокрили (Saccopteryx bilineata) та ямайські плодоїди (Artibeus jamaicensis). Ендеміками екорегіону є карликові трипалі лінивці (Bradypus pygmaeus), нікарагуанські рисові хом'яки (Oryzomys dimidiatus), гоферики Черрі (Heterogeomys cherriei) та кругловухі листоноси Калько (Lophostoma kalkoae), а майже ендемічними його представниками — панамські нічні мавпи (Aotus zonalis), тамарини Жофруа (Saguinus geoffroyi), західні низинні олінго (Bassaricyon medius), дар'єнські врожайниці (Reithrodontomys darienensis), лазаючі миші Вотсона (Tylomys watsoni), мишачі опосуми Олстона (Marmosa alstoni) та гондураські білі кажани (Ectophylla alba).
Серед поширених в екорегіоні птахів слід відзначити малого татаупу (Crypturellus soui), великого кракса (Crax rubra), сіроголову чачалаку (Ortalis cinereiceps), строкатого голуба (Patagioenas speciosa), фіолетового голубка (Geotrygon violacea), велику піаю (Piaya cayana), мексиканського ерміта (Phaethornis longirostris), сапфіролобого колібрі (Klais guimeti), синьоголового колібрі-ангела (Heliomaster longirostris), синьоголового колібрі-якобіна (Florisuga mellivora), фіолетоволобого колібрі-фею (Heliothryx barroti), фіолетоволобого колібрі-лісовичка (Thalurania colombica), бронзовохвостого колібрі-білогуза (Chalybura urochrysia), блакитноволого аріана (Polyerata amabilis), цакатла (Amazilia tzacatl), королівського кондора (Sarcoramphus papa), велику гарпію (Harpia harpyja), чорноголового канюка (Leucopternis semiplumbeus), неотропічного яструба (Astur bicolor), буру сову-лісовика (Strix virgata), буру сову-роганя (Lophostrix cristata), буроголового сичика-горобця (Glaucidium griseiceps), жовтогрудого трогона (Trogon rufus), широкодзьобого момота (Electron platyrhynchum), жовтошийого тукана (Ramphastos ambiguus), плямистоволого аракарі (Pteroglossus torquatus), чорнощоку гілу (Melanerpes pucherani), червоногорлу ятлу (Celeus loricatus), панамську таматію (Malacoptila panamensis), велику якамару (Jacamerops aureus), нікарагуанського ару (Ara ambiguus), жовтолобого амазона (Amazona farinosa), жовтощокого амазона (Amazona autumnalis), тринідадського амазона (Amazona ochrocephala), бурощокого каїку (Pyrilia haematotis), буроплечого тіріку (Brotogeris jugularis), низинного сорокуша (Thamnophilus atrinucha), мурав'янку-голоока (Phaenostictus mcleannani), строкатоплечого кокоа (Xiphorhynchus lachrymosus), пурпурового плодоїда (Querula purpurata), північного віялочуба (Onychorhynchus mexicanus), тропічного тирана (Tyrannus melancholicus), панамського копетона (Myiarchus panamensis), панамського пікоплано (Rhynchocyclus brevirostris), білочеревого віреончика (Pachysylvia decurtata), буру паю (Psilorhinus morio), синьоброву паю (Cyanocorax affinis), каштанового поплітника (Cantorchilus nigricapillus), бронзового дрозда (Turdus grayi), золотодзьобого тихоголоса (Arremon aurantiirostris), сивоголову риджвею (Arremonops conirostris), панамську коноту (Psarocolius montezuma), жовтодзьобого касика (Amblycercus holosericeus), блакитного цукриста (Dacnis cayana), синьощокого цукриста (Dacnis venusta), червоногузу тапірангу (Ramphocelus passerinii) та церебу (Coereba flaveola).
Ендеміками екорегіону є білогорлі москверо (Aphanotriccus capitalis), чорногорлі поплітники (Pheugopedius atrogularis) та панамські танагри-інки (Heterospingus rubrifrons), а майже ендемічними його представниками — чорнощокі токро (Odontophorus melanotis), пурпурові голубки (Zentrygon lawrencii), білоголові колібрі (Microchera albocoronata), синьогорлі колібрі-лісовички (Chrysuronia coeruleogularis), садові колібрі-смарагди (Chlorostilbon assimilis), білогруді амазилії-берили (Saucerottia edward), коста-риканські трогони (Trogon clathratus), червонолобі аратинги (Psittacara finschi), панамські тукани (Selenidera spectabilis), коста-риканські дятли-смугані (Piculus simplex), панамські дятли-смугані (Piculus callopterus), червонолобі папуги (Touit costaricensis), чорноголові кусачки (Pittasoma michleri), смугастоголові батарито (Dysithamnus striaticeps), перлистоволі батарито (Dysithamnus puncticeps), сіродзьобі блаватники (Caprodectes nitidus), руді арапонги (Procnias tricarunculatus), червоноволі красочуби (Cephalopterus glabricollis), жовті манакіни-короткокрили (Manacus vitellinus), сіроголові ірлички (Piprites griseiceps), жовтокрилі мухоїди (Tolmomyias flavotectus), чорноголові аруни (Myiornis atricapillus), панамські тиранчики (Phylloscartes flavovirens), однобарвні шпалюшки (Microcerculus philomela), бурі поплітники (Cantorchilus thoracicus), східні поплітники (Cantorchilus zeledoni), панамські поплітники (Cantorchilus elutus), панамські гутурами (Euphonia luteicapilla), смарагдові танагри (Tangara florida), сірі танагри (Tangara inornata), рудокрилі танагри (Tangara lavinia), оливкові танагри-широкодзьоби (Chlorothraupis carmioli), білогорлі танагри-сикіти (Lanio leucothorax), нікарагуанські танагри-жалібниці (Tachyphonus delatrii) та нікарагуанські рисоїди (Sporophila nuttingi).

## Збереження
Незважаючи на те, що в екорегіоні все ще існують великі ділянки незайманих тропічних лісів, значна частина дощових лісів екорегіону була знищена за останні століття, а їх залишки значно фрагментовані. У низинних районах ліси були замінені банановими плантаціями, а у менш родючих горбистих передгір'ях — пасовищами. Основними загрозами для збереження природи регіону є вирубка лісів та полювання.
Оцінка 2017 року показала, що 20 545 км², або 36 % екорегіону, є заповідними територіями. Природоохоронні території включають: Міжнародний парк Ла-Амістад, розташований на коста-рикансько-панамському кордоні, Природний заповідник Пунта-Горда, Природний заповідник Серро-Сільва, Природний заповідник Ріо-Сан-Хуан, Природний заповідник Лос-Гуатусос та Біологічний заповідник Індіо-Маїс в Нікарагуа, Національний парк Тортугеро, Національний парк Барбілья, Національний парк Кауїта та Національний природний заповідник Макуенке в Коста-Риці, а також Національний парк Соберанія, Національний парк Чагрес, Національний парк Метрополітан та Національний морський парк острова Бастіментос в Панамі.